# Carlos Ruz
Carlos Ruz Ruz (Curicó, 1923-Fundo Las Mercedes, 24 de febrero de 1946) fue un futbolista chileno que jugaba como puntero derecho.

## Trayectoria
Comenzó a jugar en Curicó, desde donde llamó la atención de varios clubes de Santiago y de Valparaíso. Desde ahí lo contrató Colo-Colo, equipo en donde se desempeñó en el año 1943.
De forma posterior pasó a Santiago National, en donde cumplió buenas presentaciones que lo llevaron a estar dentro de los posibles llamados al Campeonato Sudamericano 1946, pero no fue elegido.
Falleció luego de que se ahogara en un estanque del Fundo Las Mercedes, en donde se había ido ir a bañar.

## Clubes
| Club              | País  | Año       |
| ----------------- | ----- | --------- |
| Colo-Colo         | Chile | 1943      |
| Santiago National | Chile | 1944-1945 |